# There Was a Time (Echo of Harlem)
There Was a Time (Echo of Harlem) ist ein Jazzalbum vom Eddie Harris Quartet, das am 9. Mai 1990 aufgenommen und bei Enja veröffentlicht wurde.

## Hintergrund
Eddie Harris, der eher bekannt war für seine Experimente mit dem elektrifizierten Saxophon und humoristischen Einlagen, spielte auf diesem Album ausschließlich akustischen Mainstream-Jazz. Unterstützt von Routiniers wie dem Pianisten Kenny Barron, dem Bassisten Cecil McBee und dem Schlagzeuger Ben Riley enthält das Album eine Mischung aus Eigenkompositionen und Jazzstandards. Das Album wurde von Todd Barkan für das deutsche Enja-Label produziert und von der Kritik überwiegend positiv aufgenommen.

## Rezeption
Scott Yanow vergab vier von fünf möglichen Sternen und schrieb über das Album bei allmusic:

“Although Harris has maintained a fairly low profile during the past decade, he is still playing in his prime as this highly recommended CD demonstrates.”

„Obwohl Harris während des vergangenen Jahrzehnts ziemlich abgetaucht war, spielt er immer noch erstklassig, wie diese sehr zu empfehlende CD demonstriert.“

Richard Cook und Brian Morton, die in ihrem Penguin Guide to Jazz das Album mit drei (von vier) Sternen bewerteten, nennen  There Was a Time (Echo of Harlem) „ein konzentriertes Tenor-und-Rhythmus[gruppe]-Treffen, und die Resultate sind gut genug, so dass man sich fragt, warum er seine Zeit mit anderer Musik vertut.“ Die Autoren heben besonders sein „couragiertes“ Solospiel in The Song Is You hervor; insgesamt sei aber sein „gummiartiger Ton und die unzulängliche Expressivität nicht nach jedermanns Geschmack,“ auch wenn man ihm seine Energie nicht abstreiten könne.

## Albumstücke
Alle Stücke von Eddie Harris, soweit nicht anders vermerkt
1. Love Letters (Edward Heyman/Victor Young) – 08:32
2. Historia de un Amor (Carlos Eleta Almarán) – 10:21
3. Autumn in New York (Vernon Duke) – 05:02
4. Photographs of You – 04:51
5. The Song Is You (Oscar Hammerstein II/Jerome Kern) – 04:28
6. Harlem Nocturne (Earle Hagen/Dick Rogers) – 12:42
7. There Was a Time (Echo of Harlem) – 05:22
8. Lover, Come Back to Me (Oscar Hammerstein II/Sigmund Romberg) – 08:03